# Fuligny
Fuligny település Franciaországban, Aube megyében. Lakosainak száma 40 fő (2022. január 1.). Fuligny La Chaise, Lévigny, Soulaines-Dhuys, Vernonvilliers és Ville-sur-Terre községekkel határos.

## Népesség
A település népességének változása:
| Lakosok száma | 92   | 69   | 54   | 51   | 55   | 52   | 45   | 43   | 41   | 40   |
|               | 1968 | 1982 | 1990 | 2006 | 2013 | 2015 | 2017 | 2019 | 2020 | 2022 |